# Костилиха (селище залізничної станції)
Костилиха (рос. Костылиха) — селище залізничної станції в Арзамаському районі Нижньогородської області Російської Федерації.
Населення становить 56 осіб. Входить до складу муніципального утворення Балахонихинська сільрада.

## Історія
Від 2009 року входить до складу муніципального утворення Балахонихинська сільрада.

## Населення
| 1999 | 2002 | 2010 |
| ---- | ---- | ---- |
| 84   | ↘71  | ↘56  |